# Robert Tobler (Politiker)
Robert Tobler (* 23. Dezember 1901 in Zürich; † 17. Juni 1962 ebenda; heimatberechtigt ebenda) war ein Schweizer Politiker. Er war einer der führenden Köpfe der Frontenbewegung, der Schweizer Entsprechung zum deutschen Nationalsozialismus in den 1930er Jahren.

## Leben

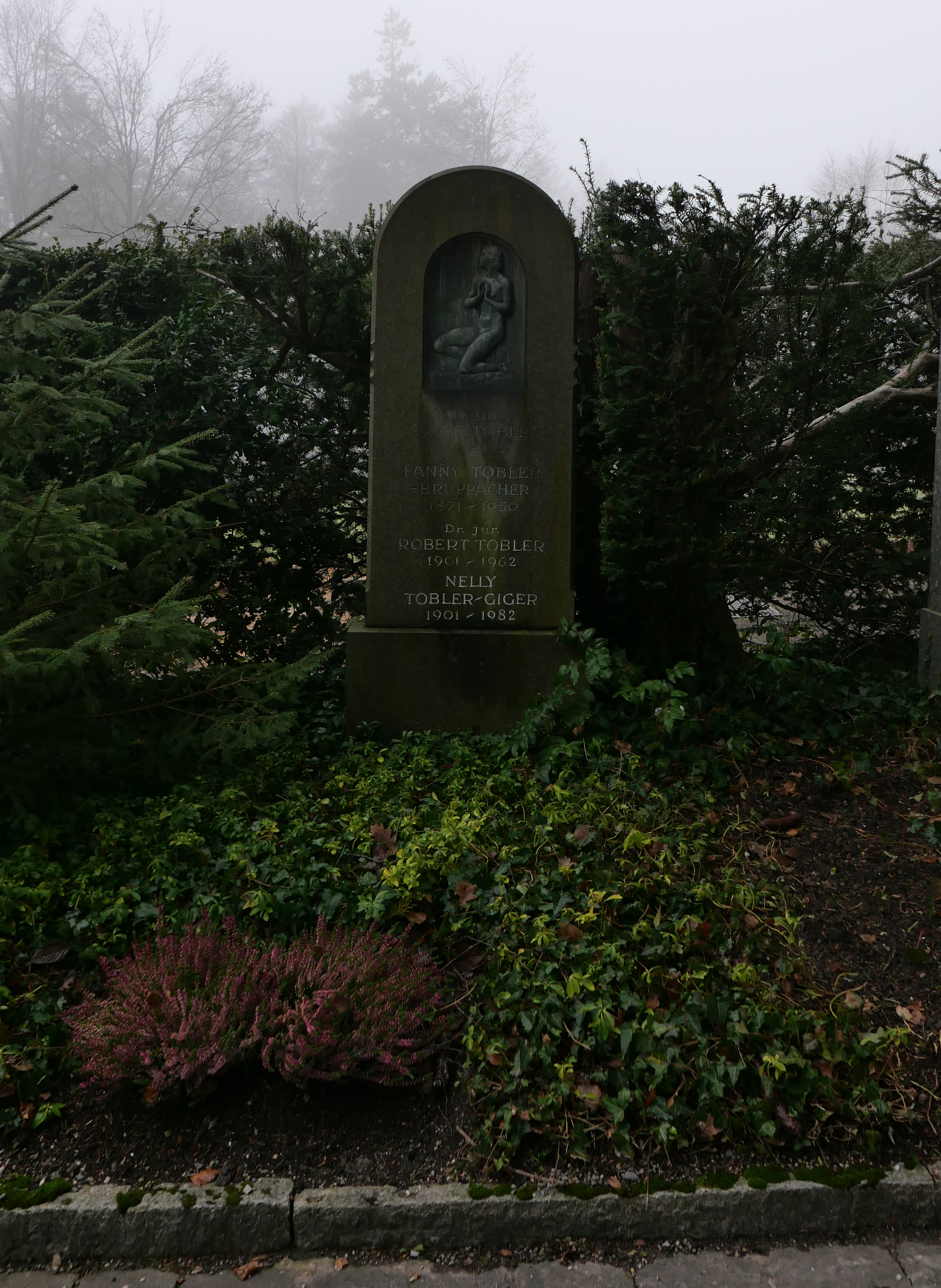
Das Grab von Tobler, seiner Frau Nelly, geb. Giger (1901–1982) und seinen Eltern Adolf (1870–1923) und Fanny Anna, geb. Bruppacher (1871–1950) auf dem Friedhof Fluntern.

Tobler studierte Musik, später Rechtswissenschaften und promovierte 1931 an der Universität Zürich. 1930 gehörte er zu den Gründern der Bewegung Neue Front und nahm in der Folge eine führende Stellung in der Partei Nationale Front ein. Von 1934 bis 1938 sass er im Gemeinderat der Stadt Zürich, von 1935 bis 1939 war er Kantonsrat und Nationalrat. Im Januar 1938 wählte ihn die Tagsatzung der Partei offiziell zum Parteiführer.
Im Frühjahr 1940 wurde Tobler wegen eines illegalen Grenzübertritts ins Deutsche Reich vorübergehend verhaftet, worauf sich die Nationale Front auflöste. Nach seiner Freilassung übernahm Tobler auch in der Nachfolgeorganisation Eidgenössische Sammlung ab Juli 1940 bis zum Verbot der Partei 1943 das Führer-Amt. Seit 1934 war Tobler als Rechtsanwalt tätig. Nach Kriegsende zog sich Tobler wieder in seine Zürcher Rechtsanwaltskanzlei zurück. Das Obergericht des Kantons Zürich verbot ihm 1947 die Berufsausübung als Anwalt, das Bundesgericht hob dieses Urteil jedoch 1948 auf.